# 弗里德里希·奥古斯特·乌克特

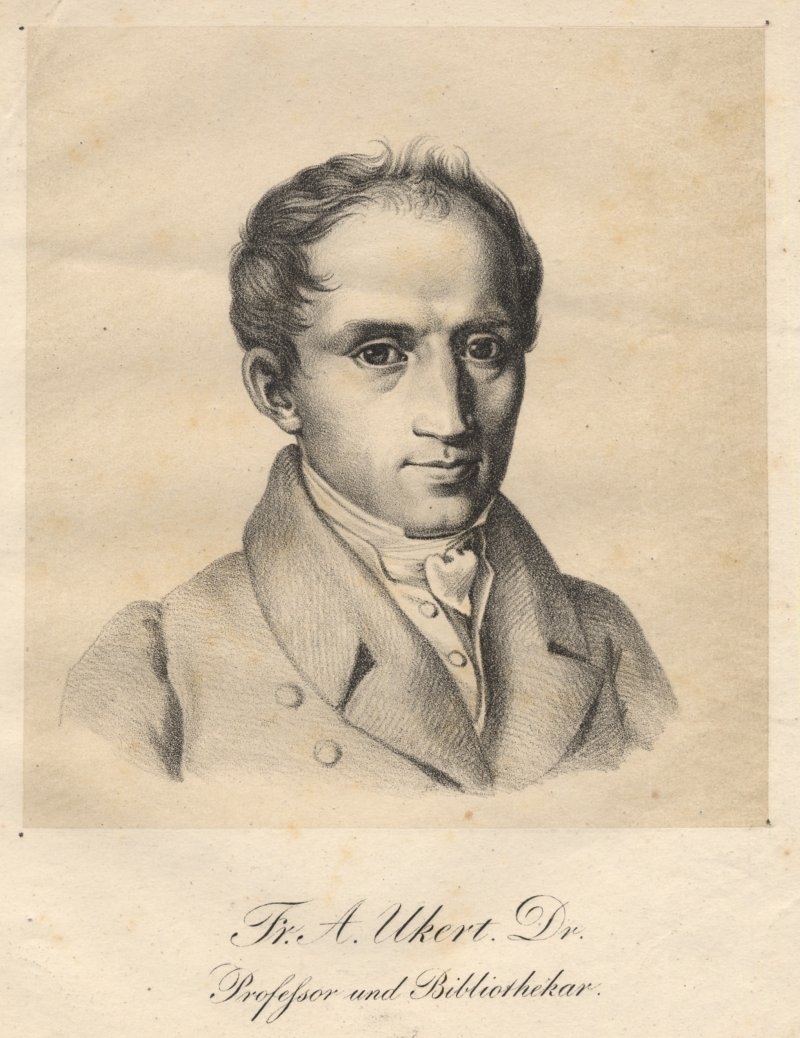
弗里德里希·奥古斯特·乌克特

弗里德里希·奥古斯特·乌克特（德語：Friedrich August Ukert，1780年10月28日—1851年5月18日）是一位德国史学家、教师及人道主义者。
1780年10月28日，他出生于吕贝克主教区（Bishopric of Lübeck）的奥伊廷。1800年始在哈雷-维滕贝格大学作为弗里德里希·奥古斯特·沃尔夫的一名学生，主修历史语言学，后到耶拿大学继续深造，他的导师有约翰·海因里希·福斯（Johann Heinrich Voss）、约翰·雅各布·格里斯巴赫（Johann Jakob Griesbach）以及克里斯蒂安·戈特弗里德·许茨（Christian Gottfried Schütz）。完成学业后，他先在但泽，后到魏玛担任家教，在魏玛主要教导已故弗里德里希·席勒的二位儿子。1808年，他迁至哥达，在伊拉斯特高中任督查。不久后，在城市公爵图书馆谋得图书馆员一职。1842年，入选巴伐利亚科学和人文科学院院士。在1851年5月18日去世时，他被授予哥达首席图书馆长称号。
他曾帮助阿诺尔德·赫尔曼·路德维希·黑伦（Arnold Hermann Ludwig Heeren）编纂了史书-《欧洲国家史》。
月球上的乌克特陨石坑就是以他的名字命名的。

## 备注
- Warner, Charles Dudley.  XLIII. New York: The International Society. 1898.

1. ↑  Ukert, Friedrich August （页面存档备份，存于） Deutsche Biographie